# 2024-es magyar úszóbajnokság
A 2024-es magyar úszóbajnokságot, amely a 126. magyar bajnokság, teljes nevén CXXVI. Úszó Országos Bajnokság, 2024. április 9 és 12. között tartották meg Budapesten. A verseny helyszíne a Duna Aréna volt.

## Eredmények

### Férfiak
| Versenyszám                               | Arany                                                                   | Arany    | Ezüst                                                                     | Ezüst    | Bronz                                                                       | Bronz    |
| ----------------------------------------- | ----------------------------------------------------------------------- | -------- | ------------------------------------------------------------------------- | -------- | --------------------------------------------------------------------------- | -------- |
| 50 m gyorsúszás Döntő: április 10.        | Milák Kristóf Bp. Honvéd                                                | 21,89    | Németh Nándor BVSC-Zugló                                                  | 22,19    | Szabados Bence BVSC-Zugló                                                   | 22,31    |
| 100 m gyorsúszás Döntő: április 9.        | Milák Kristóf Bp. Honvéd                                                | 48,38    | Németh Nándor BVSC-Zugló                                                  | 48,54    | Szabados Bence BVSC-Zugló                                                   | 49,13    |
| 200 m gyorsúszás Döntő: április 11.       | Milák Kristóf Bp. Honvéd                                                | 1:48,15  | Kovács Attila Egri UK                                                     | 1:48,63  | Németh Nándor BVSC-Zugló                                                    | 1:49,03  |
| 400 m gyorsúszás Döntő: április 10.       | Betlehem Dávid Balaton UK                                               | 3:49,00  | Rasovszky Kristóf Balaton UK                                              | 3:50,10  | Sárkány Zalán Balaton UK                                                    | 3:51,66  |
| 800 m gyorsúszás Döntő: április 12.       | Sárkány Zalán Balaton UK                                                | 7:57,41  | Rasovszky Kristóf Balaton UK                                              | 7:58,90  | Betlehem Dávid Balaton UK                                                   | 7:59,45  |
| 1500 m gyorsúszás Döntő: április 9.       | Betlehem Dávid Balaton UK                                               | 14:54,12 | Sárkány Zalán Balaton UK                                                  | 15:10,44 | Rasovszky Kristóf Balaton UK                                                | 15:14,49 |
| 50 m hátúszás Döntő: április 9.           | Jászó Ádám Pécsi Sportiskola                                            | 25,30    | Kovács Benedek BVSC-Zugló                                                 | 25,47    | Telegdy Ádám Kőbánya SC                                                     | 25,54    |
| 100 m hátúszás Döntő: április 10.         | Telegdy Ádám Kőbánya SC                                                 | 53,76    | Jászó Ádám Pécsi Sportiskola                                              | 54,14    | Kovács Benedek BVSC-Zugló                                                   | 54,81    |
| 200 m hátúszás Döntő: április 12.         | Telegdy Ádám Kőbánya SC                                                 | 1:55,57  | Jászó Ádám Pécsi Sportiskola                                              | 1:58,77  | Kovács Benedek BVSC-Zugló                                                   | 1:59,09  |
| 50 m mellúszás Döntő: április 12.         | Gál Olivér Debreceni Sportcentrum                                       | 28,21    | Horváth Dávid Kőbánya SC                                                  | 28,63    | Eszes János Újpesti TE                                                      | 28,69    |
| 100 m mellúszás Döntő: április 9.         | Horváth Dávid Kőbánya SC                                                | 1:03,28  | Kutasi Máté Ferencvárosi TC                                               | 1:03,76  | Gasparics Zalán Érdi Vízisport                                              | 1:04,31  |
| 200 m mellúszás Döntő: április 11.        | Török Dominik BVSC-Zugló                                                | 2:15,62  | Kutasi Máté Ferencvárosi TC                                               | 2:16,31  | Sámóczi Milán Vasas SC                                                      | 2:18,39  |
| 50 m pillangóúszás Döntő: április 11.     | Szabó Szebasztián Győri USE                                             | 23,32    | Milák Kristóf Bp. Honvéd                                                  | 23,44    | Nell Olivér Stamina                                                         | 23,84    |
| 100 m pillangóúszás Döntő: április 12.    | Milák Kristóf Bp. Honvéd                                                | 50,99    | Márton Richárd Bp. Honvéd                                                 | 52,66    | Kochu Anton Győri USE                                                       | 53,43    |
| 200 m pillangóúszás Döntő: április 10.    | Milák Kristóf Bp. Honvéd                                                | 1:54,90  | Márton Richárd Bp. Honvéd                                                 | 1:56,32  | Holló Balázs BVSC-Zugló                                                     | 1:56,92  |
| 200 m vegyes úszás Döntő: április 9.      | Zombori Gábor Újpesti TE                                                | 1:57,88  | Török Dominik BVSC-Zugló                                                  | 1:59,12  | Holló Balázs BVSC-Zugló                                                     | 1:59,77  |
| 400 m vegyes úszás Döntő: április 11.     | Zombori Gábor Újpesti TE                                                | 4:12,70  | Holló Balázs BVSC-ZuglóTörök Dominik BVSC-Zugló                           | 4:15,93  |                                                                             |          |
| 4 × 100 m gyorsváltó Döntő: április 11.   | Magda Boldizsár Szabados Bence Mészáros Dániel Németh Nándor BVSC-Zugló | 3:16,80  | Szabó Szebasztián Vladimir Krstulovic Hosszú Máté Pózvai Olivér Győri USE | 3:21,70  | Betlehem Dávid Rasovszky Kristóf Barabás Imre Sárkány Zalán Balaton UK      | 3:27,85  |
| 4 × 200 m gyorsváltó Döntő: április 12.   | Török Dominik Németh Nándor Holló Balázs Harsányi Mátyás BVSC-Zugló     | 7:19,32  | Rasovszky Kristóf Sárkány Zalán Betlehem Dávid Barabás Imre Balaton UK    | 7:28,34  | Mészáros Dániel Takács Botond Verrasztó Dávid Gálicz László Ferencvárosi TC | 7:30,45  |
| 4 × 100 m vegyes váltó Döntő: április 10. | Kovács Benedek Török Dominik Németh Nándor Szabados Bence BVSC-Zugló    | 3:40,34  | Telegdy Ádám Horváth Dávid Mizsei Márk Tóth Benedek Kőbánya SC            | 3:42,85  | Rasovszky Kristóf Áment Balázs Betlehem Dávid Sárkány Zalán Balaton UK      | 3:46,54  |

### Nők
| Versenyszám                               | Arany                                                                    | Arany    | Ezüst                                                                              | Ezüst    | Bronz                                                                   | Bronz    |
| ----------------------------------------- | ------------------------------------------------------------------------ | -------- | ---------------------------------------------------------------------------------- | -------- | ----------------------------------------------------------------------- | -------- |
| 50 m gyorsúszás Döntő: április 10.        | Senánszky Petra Debreceni Sportcentrum                                   | 25,05    | Pádár Nikolett Szegedi UE                                                          | 25,55    | Sztankovics Anna NYSC                                                   | 25,91    |
| 100 m gyorsúszás Döntő: április 9.        | Pádár Nikolett Szegedi UE                                                | 54,64    | Molnár Dóra Budafóka                                                               | 55,07    | Ugrai Panna Hód Úszó SE                                                 | 55,13    |
| 200 m gyorsúszás Döntő: április 11.       | Pádár Nikolett Szegedi UE                                                | 1:56,83  | Molnár Dóra Budafóka                                                               | 1:58,95  | Ugrai Panna Hód Úszó SE                                                 | 1:59,84  |
| 400 m gyorsúszás Döntő: április 10.       | Késely Ajna BVSC-Zugló                                                   | 4:08,24  | Fábián Bettina Ferencvárosi TC                                                     | 4:09,33  | Pádár Nikolett Szegedi UE                                               | 4:11,96  |
| 800 m gyorsúszás Döntő: április 12.       | Kapás Boglárka Újpesti TE                                                | 8:29,57  | Késely Ajna BVSC-Zugló                                                             | 8:30,49  | Jackl Vivien Tatabányai VSE                                             | 8:30,74  |
| 1500 m gyorsúszás Döntő: április 9.       | Mihályvári-Farkas Viktória Ferencvárosi TC                               | 16:11,73 | Jackl Vivien Tatabányai VSE                                                        | 16:14,39 | Késely Ajna BVSC-Zugló                                                  | 16:19,95 |
| 50 m hátúszás Döntő: április 9.           | Komoróczy Lora Iron Swim SE                                              | 28,31    | Burián Katalin Iron Swim SE                                                        | 28,96    | Pózvai Kira Győri USE                                                   | 29,33    |
| 100 m hátúszás Döntő: április 10.         | Molnár Dóra Budafóka                                                     | 1:01,03  | Komoróczy Lora Iron Swim SE                                                        | 1:01,29  | Burián Katalin Iron Swim SE                                             | 1:01,62  |
| 200 m hátúszás Döntő: április 12.         | Szabó-Feltóthy Eszter Vasas SC                                           | 2:08,95  | Molnár Dóra Budafóka                                                               | 2:09,82  | Burián Katalin Iron Swim SE                                             | 2:10,19  |
| 50 m mellúszás Döntő: április 12.         | Fángli Henrietta Győri USE                                               | 31,31    | Sebestyén Dalma Győri USE                                                          | 31,63    | Sztankovics Anna NYSC                                                   | 31,72    |
| 100 m mellúszás Döntő: április 9.         | Fángli Henrietta Győri USE                                               | 1:07,50  | Békési Eszter BVSC-Zugló                                                           | 1:08,68  | Halmai Petra Debreceni Sportcentrum                                     | 1:09,79  |
| 200 m mellúszás Döntő: április 11.        | Békési Eszter BVSC-Zugló                                                 | 2:28,45  | Fángli Henrietta Győri USE                                                         | 2:30,57  | Puzsa Petra A Jövő SC                                                   | 2:33,17  |
| 50 m pillangóúszás Döntő: április 11.     | Komoróczy Lora Iron Swim SE                                              | 26,87    | Ollé Mónika Győri USE                                                              | 27,04    | Varga Dominika Iron Swim                                                | 27,06    |
| 100 m pillangóúszás Döntő: április 12.    | Ugrai Panna Hód Úszó SE                                                  | 58,83    | Komoróczy Lora Iron Swim SE                                                        | 58,93    | Sebestyén Dalma Győri USE                                               | 59,42    |
| 200 m pillangóúszás Döntő: április 10.    | Kapás Boglárka Újpesti TE                                                | 2:08,15  | Sebestyén Dalma Győri USE                                                          | 2:11,41  | Abonyi-Tóth Glenda A Jövő SC                                            | 2:11,45  |
| 200 m vegyes úszás Döntő: április 9.      | Sebestyén Dalma Győri USE                                                | 2:13,75  | Kapás Boglárka Újpesti TE                                                          | 2:13,94  | Hosszú Katinka Iron Swim SE                                             | 2:15,50  |
| 400 m vegyes úszás Döntő: április 11.     | Jackl Vivien Tatabányai VSE                                              | 4:34,96  | Kapás Boglárka Újpesti TE                                                          | 4:38,92  | Mihályvári-Farkas Viktória Ferencvárosi TC                              | 4:39,43  |
| 4 × 100 m gyorsváltó Döntő: április 11.   | Lakó Dorina Pózvai Kiara Jakabos Zsuzsanna Sebestyén Dalma Győri USE     | 3:46,90  | Senánszky Petra Molnár Flóra Pernyész Dorottya Halmai Petra Debreceni Sportcentrum | 3:48,52  | Flórián Natália Bencsics Angela Kömöz Eszter Molnár Dóra Budafóka       | 3:49,50  |
| 4 × 200 m gyorsváltó Döntő: április 12.   | Abonyi-Tóth Glenda Verrasztó Evelyn Kokas Fanni Flück Nóra A Jövő SC     | 8:18,58  | Elekes Tamara Békési Eszter Ilyés Laura Vanda Késely Ajna BVSC-Zugló               | 8:20,27  | Pózvai Kiara Kammerer Kitti Jakabos Zsuzsanna Sebestyén Dalma Győri USE | 8:22,83  |
| 4 × 100 m vegyes váltó Döntő: április 10. | Ollé Mónika Fángli Henrietta Sebestyén Dalma Jakabos Zsuzsanna Győri USE | 4:06,34  | Szabó-Feltóthy Eszter Zsebők Laura Szokol Szonja Gyurinovics Lili Vasas SC         | 4:08,75  | Burián Katalin Barna Bianka Hosszú Katinka Varga Dominika Iron Swim     | 4:09,71  |

### Mix
| Versenyszám                              | Arany                                                                          | Arany   | Ezüst                                                                     | Ezüst   | Bronz                                                                     | Bronz   |
| ---------------------------------------- | ------------------------------------------------------------------------------ | ------- | ------------------------------------------------------------------------- | ------- | ------------------------------------------------------------------------- | ------- |
| 4 × 100 m gyorsváltó Döntő: április 9.   | Vladimir Krstulovic Szabó Szebasztián Jakabos Zsuzsanna Pózvai Kiara Győri USE | 3:34,57 | Mészáros Dániel Németh Nándor Elekes Tamara Késely Ajna BVSC-Zugló        | 3:35,01 | Mészáros Dániel Takács Botond Fábián Bettina Orbán Boróka Ferencvárosi TC | 3:37,22 |
| 4 × 100 m vegyes váltó Döntő: április 9. | Kováts Alex Fángli Henrietta Sebestyén Dalma Szabó Szebasztián Győri USE       | 3:53,17 | Kovács Benedek Békési Eszter Ilyés Laura Vanda Magda Boldizsár BVSC-Zugló | 3:53,87 | Telegdy Ádám Horváth Dávid Miszlai Mira Ürögi Tímea Kőbánya SC            | 3:57,21 |